# Khuenre
Khuenre, o Khuenra, (Ḫw n Rˁ) va ser un príncep egipci de la IV Dinastia. Era fill del faraó Menkaure.

## Família
Era fill del faraó Menkaure i de la seva germana, la reina Khamerernebti II. Era, per tant, net de Khafre i Khamerernebti I i besnet de Khufu, el rei que va construir la Gran Piràmide de Guiza.
| r · a | x · w · n |

| r · a | x · w · n |

Malgrat ser el fill gran dels seus pares, no va ser el successor de Menkaure, ja que Shepseskaf va ser el següent faraó.

## Tomba
Khuenre està enterrat al cementiri de Menkaure de la necròpolis de Guiza. La seva tomba és la MQ 1.
La sala A de la tomba està decorada amb relleus que mostren a la paret sud, entre altres coses, Khuenre com un noi jove davant de la seva mare asseguda. També s'hi va trobar una petita estàtua d’escriva en aquesta sala feta de pedra calcària polida, que probablement es va col·locar originalment al Serdab de la tomba; avui en dia aquesta estatua es troba al Museu de Belles Arts de Boston.
A la sala B s'hi va trobar un sarcòfag de granit rosa.